# TT383
Le tombeau thébain TT 383 est situé à Gournet Mourraï, une partie de la nécropole thébaine, sur la rive ouest du Nil, en face de Louxor.
| mr · r | i | i | ms | s |

| mr · r | i | i | ms | s |

C'est le lieu de sépulture de l'ancien vice-roi égyptien fils royal de Koush nommé Mérymès, qui a vécu pendant la XVIIIe dynastie et a servi sous Amenhotep III. 
Les titres de Mérymès comprenaient : « fils du roi (de Koush) », « surveillant des terres du Sud », « surveillant des terres aurifères d'Amon », « scribe du roi », « surveillant des scribes du roi », « surveillant du Trésor et l'intendant de la paysannerie (? ) ».

## Description
Mérymès est enterré dans TT 383 dans trois sarcophages anthropoïdes. La pierre de ces sarcophages provient de la Haute-Égypte ou du pays de Koush. Les fragments sont répartis sur plusieurs sites différents : le British Museum, le musée des Beaux-Arts de Boston et le Vassar College.
D'autres trouvailles de la tombe incluent une stèle montrant Mérymès adorant Osiris et une stèle montrant Mérymose et son scribe de documents nommé Huy. Une stèle maintenant au Musée du Caire (musée du Caire, no 34139) représentant Mérymès devant Osiris et Hathor provient très probablement aussi de cette tombe.